# レベル・リッジ
『レベル・リッジ』（原題：Rebel Ridge）は、ジェレミー・ソルニエが脚本・製作・監督・編集を担当した2024年のアメリカ合衆国のアクションスリラー映画。 元海兵隊員テリー・リッチモンドが小さな町の腐敗した警察から不当に押収された従兄弟の保釈金を奪い返すというストーリー。
『レベル・リッジ』は2024年9月6日にNetflixで配信され、批評家から好評を博した。第30回クリティクス・チョイス・アワードではテレビ映画作品賞を受賞した。

## キャスト
※括弧内は日本語吹替。
- テリー・リッチモンド - アーロン・ピエール（英語版）（白熊寛嗣）
- サンディ・バーン署長 - ドン・ジョンソン（金尾哲夫）
- サマー・マクブライド - アナソフィア・ロブ（斉藤梨絵）
- エヴァン・マーストン巡査 - デヴィッド・デンマン（後藤光祐）
- スティーヴ・ラン巡査 - エモリー・コーエン（櫻井トオル）
- ログストン判事 - ジェームズ・クロムウェル（勝部演之）
- ジェシカ・シムズ巡査 - ザネ・ジェ
- エリオット - スティーブ・ジシス
- リュー - ダナ・リー
- マイク・シモンズ - CJ・ルブラン
- 日本語吹替版その他出演：烏丸祐一、堀井千砂、中尾智、江頭宏哉、武田太一、夏木泉、原田萌、中野さいま

- 日本語吹替版制作スタッフ 演出：依田孝利、翻訳：野崎文子、調整：山本隆行、制作進行：坪川成美、制作：東北新社

## 制作
2019年11月、ジョン・ボイエガがジェレミー・ソルニエ脚本・監督の映画に主演として参加した。2020年2月、ドン・ジョンソン、エリン・ドハティ、ジェームズ・バッジ・デール、ザネ・ジェ、ジェームズ・クロムウェルがキャストに加わった。2021年4月、アナソフィア・ロブとエモリー・コーエンが加わり、ロブがドハティに変更された。
撮影は2020年4月に開始される予定だったが、COVID-19パンデミックのために延期された。主要撮影は最終的に2021年5月3日にルイジアナ州で開始された。2021年6月、ボイエガは「家族の事情」により撮影中にプロジェクトを降板した。その結果、ボイエガの代わりを見つけるために撮影は一時停止された。その後、ボイエガは脚本や宿泊施設への不満など、さまざまな理由でプロジェクトを放棄したと報じられたが、ボイエガはそのような疑惑を否定した。10月、アーロン・ピエールがボイエガに代わって出演することが発表された。2022年4月、バッジ・デールの代わりとしてデヴィッド・デンマンがキャストに加わり、4月25日に撮影が再開された。撮影は7月24日に終了した。2024年3月、ソルニエは映画がポストプロダクションの最終段階にあると語った。

## 公開
『レベル・リッジ』は2024年9月6日にNetflixで公開された。この映画は公開後3日間（9月6日から9日）で3120万回再生され、翌週（9月9日～15日）にはさらに3860万回再生された。